# Rocchetta e Croce
Rocchetta e Croce – miejscowość i gmina we Włoszech, w regionie Kampania, w prowincji Caserta.
Według danych na rok 2004 gminę zamieszkiwały 524 osoby, 43,7 os./km².